# Her Perilous Ride
Her Perilous Ride est un film muet américain réalisé par Colin Campbell et sorti en 1917.

## Fiche technique
- Réalisation : Colin Campbell
- Scénario : Melvin Busch
- Date de sortie : États-Unis : 25 août 1917

## Distribution
- Frank Clark
- Bessie Eyton
- Tom Santschi